# Kaiserliche Bücherkommission
Die kaiserliche Bücherkommission mit Sitz in Frankfurt am Main war eine Behörde des Heiligen Römischen Reiches zur Kontrolle des Druck- und Pressewesens. Sie entstand seit dem 16. Jahrhundert und bestand bis zum Ende des Reiches 1806. Die Kontrolle der Frankfurter Verleger und Drucker führte dazu, dass viele von ihnen nach Leipzig auswichen.

## Rahmenbedingungen
Allmählich entwickelte sich im Reich eine Kontrolle des Verlags- und Druckwesens. Im Jahr 1521 wurde die Vorzensur eingeführt und die Schriften Martin Luthers verboten. Die Fürsten und Städte erhielten das Recht Veröffentlichungen zu kontrollieren. In der Folgezeit wurde das Recht zur Pflicht. Der Reichstag zu Augsburg sprach dem Kaiser 1530 die Oberaufsicht über das Druckwesen zu. Er durfte eingreifen, sollten die Stände ihrer Pflicht nicht nachkommen. Zu Beginn versuchten die Kaiser die Kommission nicht dazu zu nutzen, die katholische Sache zu fördern. Maximilian II. war es wichtig mit Hilfe der Kommission Freiexemplare von Werken mit Druckprivileg für die kaiserliche Bibliothek zu erhalten.
Zusammengefasst wurden die Regelungen in der Reichspolizeiordnung von 1577. Seit 1653 waren Bestimmungen zur Regelung des Pressewesens auch in den kaiserlichen Wahlkapitulationen enthalten.  Noch einmal verschärft wurden die Bedingungen zum Pressewesen in der Wahlkapitulation von Leopold II. von 1790. Danach durfte unter dem Eindruck der französischen Revolution keine Schrift geduldet werden, die „mit den symbolischen Büchern beiderlei Religionen, und mit den guten Sitten nicht vereinbarlich ist, oder wodurch der Umsturz der gegenwärtigen Verfassung, oder die Störung der öffentlichen Ruhe befördert wird.“

## Grundlage – das kaiserliche Bücherregal
Das kaiserliche Bücherregal umfasste die Befugnis, die Veröffentlichung und Verbreitung von Schriften zu kontrollieren, die den gegenläufigen Interessen des Corpus Catholicorum und des Corpus Evangelicorum unterlag, Privilegien für den ausschließlichen Druck zu erteilen, aber auch Pflichtexemplare zu fordern.
Auf dieser Grundlage versuchte der Kaiser auf die gedruckten Schriften und den Buchhandel Einfluss zu nehmen, der andernfalls nur von den einzelnen Territorialherren kontrolliert werden konnte. Allerdings waren die Befugnisse und Zuständigkeiten einerseits, die Möglichkeit zur Durchsetzung von Regelungen andererseits, wie so vieles im Heiligen Römischen Reich, keine klare Angelegenheit. Der deutsche Kaiser hatte nicht die Mittel, sämtliche Schriften im Reich zu kontrollieren, musste sich also auf die Landeshoheiten verlassen. Diese waren aber teils protestantisch und ließen Schriften zu, die gegen die päpstliche Seite oder Habsburg gerichtet waren, während sie katholische Streitschriften nicht zuließen. Weil die tatsächlichen Mittel fehlten, beschränkte sich die kaiserliche Kontrolle der Druckschriften der Habsburger
- auf Österreich (ausgeübt vom Wiener Reichshofrat),
- auf die Frankfurter Bücherkommission, die im protestantischen Frankfurt die Messe durch katholische Bücherkommissare kontrollierte oder dies zumindest versuchte,
- und einige Reichsfiskale.[4]

## Entstehung
Die Frankfurter Buchmesse hatte sich seit dem 16. Jahrhundert zu einem Zentrum des Buchhandels entwickelt. Dies rief die obrigkeitliche Kontrolle auf den Plan. Schon 1567 ist ein kaiserlicher Bücherkommissar nachweisbar. Kurze Zeit später wies Kaiser Maximilian II. den Rat der Stadt Frankfurt an, während der Buchmesse acht zu geben, dass Drucker und Verleger die kaiserlichen Rechte beachten würden. 1569 wird in Frankfurt am Main die 'kaiserliche Bücherkommission eingerichtet, die im Auftrag des Reichshofrats über die Einhaltung der Zensurvorschriften wacht
Seit 1579 fanden dann regelmäßige Kontrollen und Suche nach anstößigen Werken statt. Erster ständiger Bücherkommissar wurde der Fiskal am Reichskammergericht Johannes Vest. 1597 bis 1619 amtierte der Geistliche Valentin Leucht als päpstlicher und kaiserlicher Bücherkommissar in Frankfurt. Die Buchhändler wurden verpflichtet, über die von ihnen vertriebenen Werke Auskunft abzugeben, eine Druckerlaubnis nachzuweisen und je ein Exemplar des Werkes an die Kommission abzuliefern. Beschränkte sich die Tätigkeit anfangs auf die Zeiten der Buchmesse, übte die Kommission später mit Zustimmung der Stadt ihre Funktion auch in der übrigen Zeit aus. Seit 1608 war die Kommission eine dauerhafte Institution.

## Kompetenzen
Die Buchkommission unterstand dem Reichshofrat. Enge Beziehungen bestanden auch zum Reichserzkanzler also dem Erzbischof von Mainz sowie zum Reichstag und zum Reichskammergerichtsfiskal. Ganz klar waren die Rechte und Aufgaben der Kommission nie geregelt. Streit um die Kompetenzen gab es insbesondere mit dem Rat der Stadt Frankfurt. Wenn auch teilweise bestritten, gehörte zu den Aufgaben der Kommission: Die Kontrolle der Buchstände während der Buchmesse, die Kontrolle der Verzeichnisses der gedruckten Bücher sowie der Druckerlaubnis der Verleger. Auch achtete die Kommission auf die Ablieferung eines Pflichtexemplars, diese gingen an die Wiener Hofbibliothek. Außerdem wurde die Umsetzung der kaiserlichen Druckprivilegien durchzusetzen versucht. Verbotene Schriften ließ die Kommission einziehen. Es fand allerdings keine Vorzensur von Manuskripten, sondern nur eine Nachkontrolle der gedruckten Werke statt.
Problematisch war, dass die Kommission im Wesentlichen nur in Frankfurt durchsetzungsfähig war. Oft beklagt wurde, dass andere Reichsstände die Arbeit nur unzureichend unterstützen würden. Vergleichsweise gering war die Zuständigkeit der Kommission bei der Kontrolle der politischen Schriften. Dafür war der Reichshofrat direkt zuständig.
Die Frankfurter Kommission widmete sich vor allem religiösen oder philosophischen Veröffentlichungen. Hinsichtlich der inhaltlichen Ausrichtung von Bedeutung war, dass die Kommissare auch häufig offene oder heimliche päpstliche Bücherkommissare waren und daher im gegenreformatorischen Sinn tätig waren. Viele der Kommissare waren zudem Geistliche. Der Kommissar Georg Friedrich Sperling war so extrem in religiöser Hinsicht, dass zahlreiche Buchhändler Frankfurt verließen und sich in Leipzig niederließen. Dort hatte die kaiserliche Buchkommission keine unmittelbaren Rechte. Die kursächsische Buchkommission übte keine inhaltliche Kontrolle aus, auch wenn Verstöße gegen Reichsgesetze oder landesherrliche Anweisungen vorlagen, sondern beschränkte sich im Wesentlichen darauf, die Druckprivilegien zu kontrollieren. Es war nicht zuletzt diese mildere Zensurpraxis, die dazu führte, dass Leipzig gegenüber Frankfurt als Verlagsort an Boden gewann. Auch in Frankfurt wurden die Maßnahmen der Kommission unterlaufen und die kaiserliche Zensur war auf Dauer nur bedingt wirksam.
Die strikt katholische Ausrichtung änderte sich teilweise mit der Wahlkapitulation von Joseph I., in der festgelegt wurde, dass keine Bevorzugung der katholischen Seite mehr stattfinden durfte. Dennoch waren bis auf den 1780 eingesetzten letzten Kommissar Johann Konrad Deinet alle Kommissare Katholiken. Als letzter katholischer Bücherkommissar amtierte der Wormser Weihbischof Franz Xaver Anton von Scheben († 1779). Im 18. Jahrhundert gewann die Kontrolle der Schriften der Aufklärer an Bedeutung. Im Jahr 1750 etwa verbot die Kommission die Schriften des radikalen Aufklärers Johann Christian Edelmann. Eine große Menschenmenge war Zeuge, als etwa 1000 Exemplare seiner Schriften verbrannt wurden.

## Apostolisches Bücherkommissariat
Mit der Institution des apostolischen Bücherkommissariats, das in aller Regel in verdeckter Personalunion mit dem Amt des kaiserlichen Bücherkommissars in Frankfurt am Main verbunden war, existierte im Alten Reich ein „Nebengleis“ der römischen Medienkontrolle. Das Wirken dieses geheimen Amtes wurde unter dem letzten Amtsinhaber, Franz Xaver Anton von Scheben (gest. 1779) in dessen Rolle als Informant der Kölner Nuntiatur über Reichsangelegenheiten besonders deutlich.
Er setzte in den 1769er Jahrgang des fürstbischöflich-wormsischen Schematismus folgende Charakterisierung seiner eigenen Würde ein: Seiner Päbstlichen Heiligkeit und Kaiserlichen Majestät im Heil. Röm. Reiche verordneter Bücher-Commissarius. 150 Jahre Geheimhaltung waren damit geopfert worden. Vorher hatte niemand gewusst, oder kaum je geahnt, dass der kaiserliche Bücherkommissar auch in päpstlichen Diensten stand. Fürstbischof Emmerich Joseph war äußerst verärgert und ließ Scheben zur Rechenschaft ziehen.

## Bekannte Bücherkommissare
Liste der Bücherkommissare, Adjunkten und zuständigen Reichsfiskale soweit bekannt:
- Johann Vest, 1579–1608[11]
- Johannes Latomus, 1579–1580
- Valentin Leucht 1597–1619, seit 1604 auch päpstlicher Bücherkommissar
- Carolus Seiblis von Böll, 1608–?
- Johann Ludwig von Hagen, ? – ca. 1654, Ajunktus noch zu Lebzeiten Leuchts, Apostolischer Bücherkommissar
- Bartholomäus Immendorff
- Ludwig von Hörnigk[12]
- Georg Friedrich Sperling, 1667–1685, Adjunktus ab 1661[13]
- Michael Breunig, Adjunktus für Sperling ab 1669
- Caspar Vollmar 1685–1708

1695 erfährt der Reichshofrat von der doppelten Praxis der Bücherkommissare als gleichzeitig auch päpstliche Bücherkommissare
- Andreas Hohfeldt, 1708-ca. 1722, Adjunktus ab 1692
- Ludwig de Chanxe ca. 1722–1735
- Johann Jacob Dünnwald, 1735-ca. 1743/45, Adjunktus ab 1732, nebenbei apostolischer Bücherkommissar bis 1766[9]
- Franz Xaver Anton von Scheben ca. 1734/45–1780 (seit 1765 Kaiserlicher und 1767 Apostolischer Bücherkommissar)[14]
- Ernst August Koch ?-?, erw. 1757
- Johann Konrad Deinet (Bücherkommissar 1780–1783, von Joseph II. entlassen)[15]
- Johannes Wolff 1798

weitere Mitglieder der Bücherkommission unter Josef II.:
- von Birckenstock, erwähnt 1768, 1770, 1778 (Reichsfiskal am Reichskammergericht zu Wetzlar),
- Johann Carl Ebenau, erwähnt 1768, 1770, 1777–1778 (Bücherkommissionsaktuar),
- de Boulanger (Reichsfiskal, 1790er-Jahre)